# Euchomenella manillensis
Euchomenella manillensis är en bönsyrseart som beskrevs av Henri Saussure 1870. Euchomenella manillensis ingår i släktet Euchomenella och familjen Mantidae. Inga underarter finns listade i Catalogue of Life.